# Verantwortungsethik
Verantwortungsethik ist ein Begriff für ausformulierte oder implizite ethische Theorien, die in der Bewertung des Handelns die Verantwortbarkeit der tatsächlichen Ergebnisse betont. Er wurde von Max Weber als Gegenbegriff zur „Gesinnungsethik“ eingeführt; darunter begreift er Theorien, die die hinter der Handlung stehende Absicht und die persönlichen Motive nach vorgegebenen Werten beurteilen. Weber grenzt die Verantwortungsethik damit sowohl von Wertethiken als auch von einem Utilitarismus ab.

## Begriffsgeschichte
Die Unterscheidung von Verantwortungs- und Gesinnungsethik geht auf den von Max Weber im Jahr 1919 gehaltenen Vortrag Politik als Beruf zurück. Zuvor hatte Max Scheler in ähnlichem Sinne Gesinnungs- und Erfolgsethik gegenübergestellt. Max Weber formulierte:

„Wir müssen uns klarmachen, daß alles ethisch orientierte Handeln unter zwei voneinander grundverschiedenen, unaustragbar gegensätzlichen Maximen stehen kann: es kann ‚gesinnungsethisch‘ oder ‚verantwortungsethisch‘ orientiert sein. Nicht daß Gesinnungsethik mit Verantwortungslosigkeit und Verantwortungsethik mit Gesinnungslosigkeit identisch wäre. Davon ist natürlich keine Rede. Aber es ist ein abgrundtiefer Gegensatz, ob man unter der gesinnungsethischen Maxime handelt – religiös geredet: ‚Der Christ tut recht und stellt den Erfolg Gott anheim‘ – oder unter der verantwortungsethischen: daß man für die (voraussehbaren) Folgen seines Handelns aufzukommen hat.“

Weber betrachtete die Gegenüberstellung keinesfalls als vollständige Einteilung von Grundtypen der Ethik und nicht notwendig als wechselseitig exklusive Positionen. Die Unterscheidung muss auch unter dem Gesichtspunkt der Diskussion um die Realpolitik gesehen werden. Diese hatte nicht zuletzt im Preußischen Verfassungskonflikt rund 50 Jahre zuvor die deutschen Liberalen, denen  Max Weber persönlich verbunden war, gespalten. Dabei ging es um die Frage, ob politische Forderungen, deren Realisierung nicht umsetzbar erschien, zugunsten einer Beteiligung an der Macht aufgegeben werden sollten, um aus dieser Position heraus zumindest in Teilen Verantwortung für das politische Geschehen zu übernehmen, oder ob man an der Gesinnung festhalten und dafür aber in der Opposition bleiben würde, was sowohl einen Verzicht auf Einfluss als auch eine Behinderung des politischen Prozesses bedeutet hätte. Webers Gegenüberstellung und der Versuch, einen Ausgleich zu finden, könnte also auch als Aufruf zur Wiedervereinigung der politisch organisierten Liberalen verstanden werden.

## Handlungsmotiv
Bei begrenzten Ressourcen sind verantwortungsethisch diejenigen Maßnahmen vorzuziehen, welche den größtmöglichen Erfolgs-/Wirkungs-Koeffizienten haben, oder aber (abgeschwächte Form) die vorhandenen Ressourcen sind nach diesen Koeffizienten (und nicht gleichmäßig) zu verteilen.

## Kritikpunkte
Ein Problem der Verantwortungsethik ist die beschränkte Information über die Ergebnisse einer konkreten Handlung. So könnte eine Handlung, die – isoliert betrachtet – gerechtfertigt erscheint, aufgrund einer Verkettung von Umständen schädliche Folgen für Dritte haben. Schon bei John Locke finden sich Beispiele für Handlungen, deren Wert sich je nach Kontext ändert (so erscheint es zunächst verboten, jemandem sein Eigentum zu entwenden, aber geboten, jemandem, der in Raserei verfallen ist, seine Waffe zu stehlen).
Ein weiteres Problem ist das Fehlen einer Hierarchie von Werten. Verantwortungsethiker unterschiedlicher Schulen bzw. philosophischer Richtungen bzw. Kulturen können zu unterschiedlichen Geboten gelangen, je nachdem, welche Folgen einer Handlung sie für wahrscheinlich ansehen und wie sie sie bewerten. Dabei kann auch der Zeitraum der Betrachtung entscheidend sein: Eine Handlung mag verantwortungsethisch kurzfristig geboten erscheinen, aber längerfristig negative Auswirkung haben.